# Herman Vrijders
Herman Vrijders, né le 29 juillet 1946 à Steenhuffel et mort le 16 juillet 2022 à Jette, est un coureur cycliste belge, professionnel de septembre 1968 à 1978. Il a notamment été champion de Belgique de poursuite amateurs en 1965.

## Palmarès et résultats

### Palmarès amateur
- 1965
  -  Champion de Belgique de poursuite amateurs
- 1966
  - 2e du championnat de Belgique sur route militaires
  - 3e du championnat de Belgique de l'américaine amateurs
- 1967
  - 3e étape du Tour de Belgique amateurs
- 1968
  - Courtrai-Gammerages
  - 2e du Gand-Wevelgem amateurs
  - 3e du Grand Prix François-Faber

### Palmarès professionnel
- 1968
  - 2e du Grand Prix de Péruwelz
- 1969
  - Grand Prix de Fayt-le-Franc
  - Circuit du Brabant central
  - 2e de la Flèche enghiennoise
  - 2e du Circuit Mandel-Lys-Escaut
  - 2e du Circuit Escaut-Durme
  - 3e du Circuit des Trois Provinces (Avelgem)
  - 3e de la Leeuwse Pijl
- 1970
  - Circuit du Brabant central
  - Bruxelles-Ingooigem
  - 2e de Roubaix-Cassel-Roubaix
  - 3e du Circuit des régions flamandes
  - 3e du Championnat des Flandres
  - 3e du championnat de Belgique de poursuite
- 1971
  - Ruddervoorde Koerse
  - Coupe Sels
  - 2e du Circuit de la région frontalière
  - 2e du Grand Prix de Denain
  - 2e de la Puivelde Koerse
  - 2e du Circuit de la région linière
  - 3e de Harelbeke-Poperinge-Harelbeke
  - 3e de la Flèche rebecquoise
  - 3e du championnat de Belgique de poursuite
- 1973
  - Championnat des Flandres
  - 2e de la Ruddervoorde Koerse
  - 3e du Grand Prix Pino Cerami
  - 3e du Grand Prix de Hannut
- 1974
  - 2e du Circuit du Port de Dunkerque
  - 3e du Championnat des Flandres
  - 9e de Paris-Roubaix
- 1975
  - 2e du Grand Prix Beeckman-De Caluwé
  - 3e du Circuit des régions fruitières
  - 3e du Circuit de la région frontalière
- 1976
  - 3e du Grand Prix E5
  - 3e du Circuit Escaut-Durme
  - 3e de la Leeuwse Pijl
- 1977
  - Grand Prix de la ville de Zottegem
  - 2e du Grand Prix du 1er mai
  - 2e du Prix de Saint-Amands
  - 3e du Circuit du Pays de Waes
  - 3e de la Flèche côtière
  - 3e de Harelbeke-Poperinge-Harelbeke

### Résultats sur les grands tours

#### Tour d'Espagne
2 participations 
- 1975 : 54e
- 1976 : abandon (3e étape)